# Gostinari
Gostinari là một xã thuộc hạt Giurgiu, România. Dân số thời điểm năm 2002 là 2763 người.